# ミュージアム駅 (シドニー)
ミュージアム駅（ミュージアムえき、英語: Museum railway station）は、オーストラリアのニューサウスウェールズ州シドニーCBDにある通勤列車の地下駅で、ハイド・パークの南端に位置している。
シドニー・トレインズのシティ・サークル線の駅のひとつであり、T2インナー・ウエスト& レッピントン線、T3バンクスタウン線、T8エアポート&サウス線が乗り入れている。駅名は、近傍にあるオーストラリア博物館から付けられた。ニューサウスウェールズ州遺産登録に登録されている。

## 設計
ジョン・ブラッドフィールドにより、戦間期簡約古典主義建築の様式で設計されたこの駅には、2面のプラットホームがあり、いずれも長さ158.5メートル (520 ft)、幅3.8メートル (12 ft)あって、幅14.6メートル (48 ft)のアーチ構造の下に置かれている。ミュージアム駅の標識類や所々に栗色のハイライトが配されたクリーム色のタイル張りは、当時の典型的なロンドン地下鉄の駅を思わせるものであるが、大きなアーチの下の中央に線路を配するレイアウトは、より古い時代のパリのメトロに近いものである。1990年代にエアポート・リンクが建設されるまで、この駅は島式プラットホームがないシドニー唯一の地下駅であった。この駅は、セント・ジェームズ駅と同時の開業し、ともに、駅の標識類の円形を取り入れた意匠などがロンドン地下鉄に似せてつくられているなど、共通点が多い。ミュージアム駅は、1926年12月20日に、セントラル駅 からセント・ジェームズ駅まで、当時のイースタン・シティ線 (eastern city line) が開通した際に開業した。1956年1月27日に、シティ・サークルのループ線の一部となった。
駅のおもな出入口は、エリザベス・ストリートとリバプール・ストリートの角に位置している。これとは別の出入口は、シドニー砂岩でできたファサードが特徴となっており、この出入口はリバプール・ストリートとカースルレイ・ストリートの角に位置している。この出入口は、かつて百貨店マーク・フォイズであったニューサウスウェールズ州地方裁判所ダウニング・センターの地上階の一角にある。この他にも、エリザベス・ストリートとバサースト・ストリートの交差点の3つの角に出入口がある。
この駅は建設当時の写真が多数残されており、駅構内の歩行者トンネルには、写真による駅の歴史が展示されている。プラットホームには、様々な時代の広告が掲示されている。
2015年5月27日、エリザベス・ストリートとリバプール・ストリートの角にある出入口に、地上とコンコースを結ぶエレベーターを設ける工事が着工し、さらにプラットホームまでのエレベーターも設けられた。

## プラットホームと路線
| 番線 | 路線                                     | 行き先                                             | 注    |
| ---- | ---------------------------------------- | -------------------------------------------------- | ----- |
| 1    |                                          | ホームブッシュ、パラマタ、レッピントン             | [ 7 ] |
| 1    | バンクスタウン経由リバプール（平日のみ） |                                                    |       |
| 2    |                                          | リバースビー、キャンベルタウン、マッカーサー       | [ 8 ] |
| 2    |                                          | バンクスタウン経由リドコム、リバプール（週末のみ） | [ 9 ] |

## ギャラリー

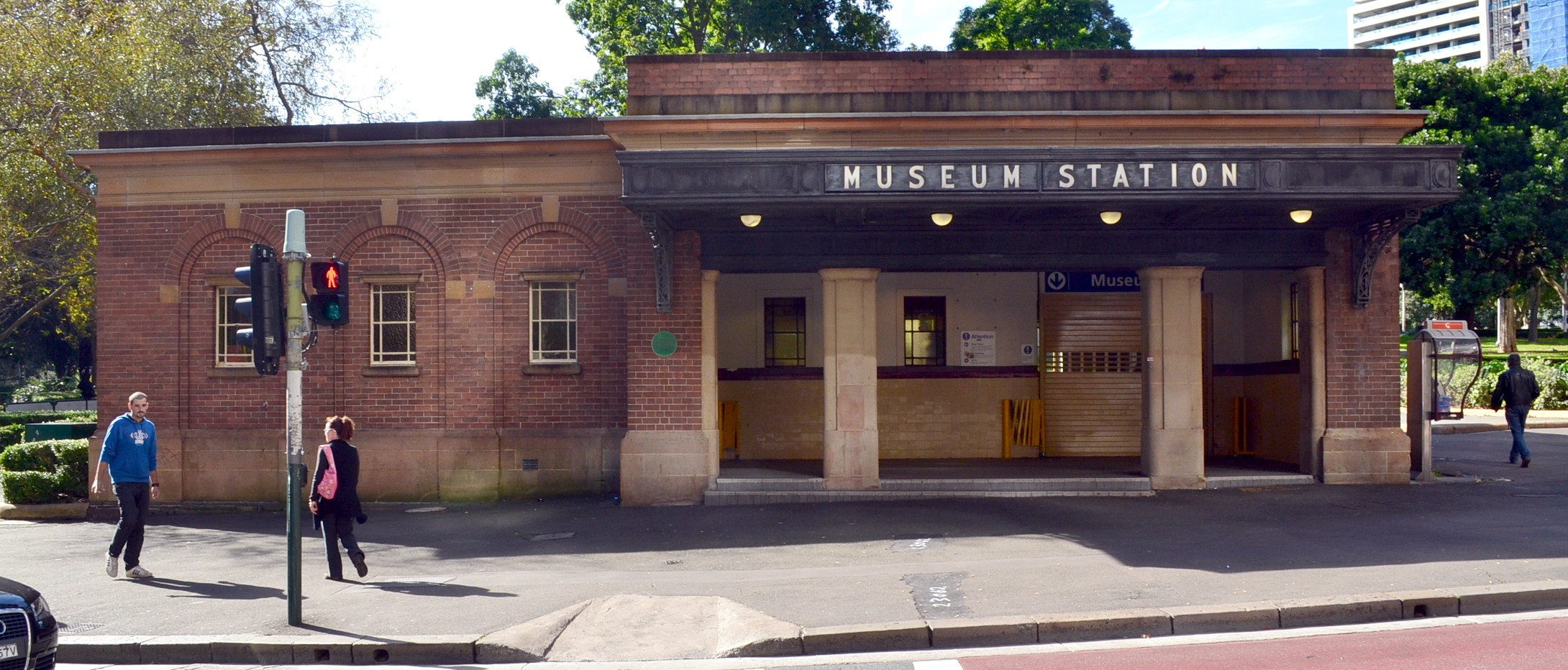
エリザベス・ストリートに面したメインの出入口。
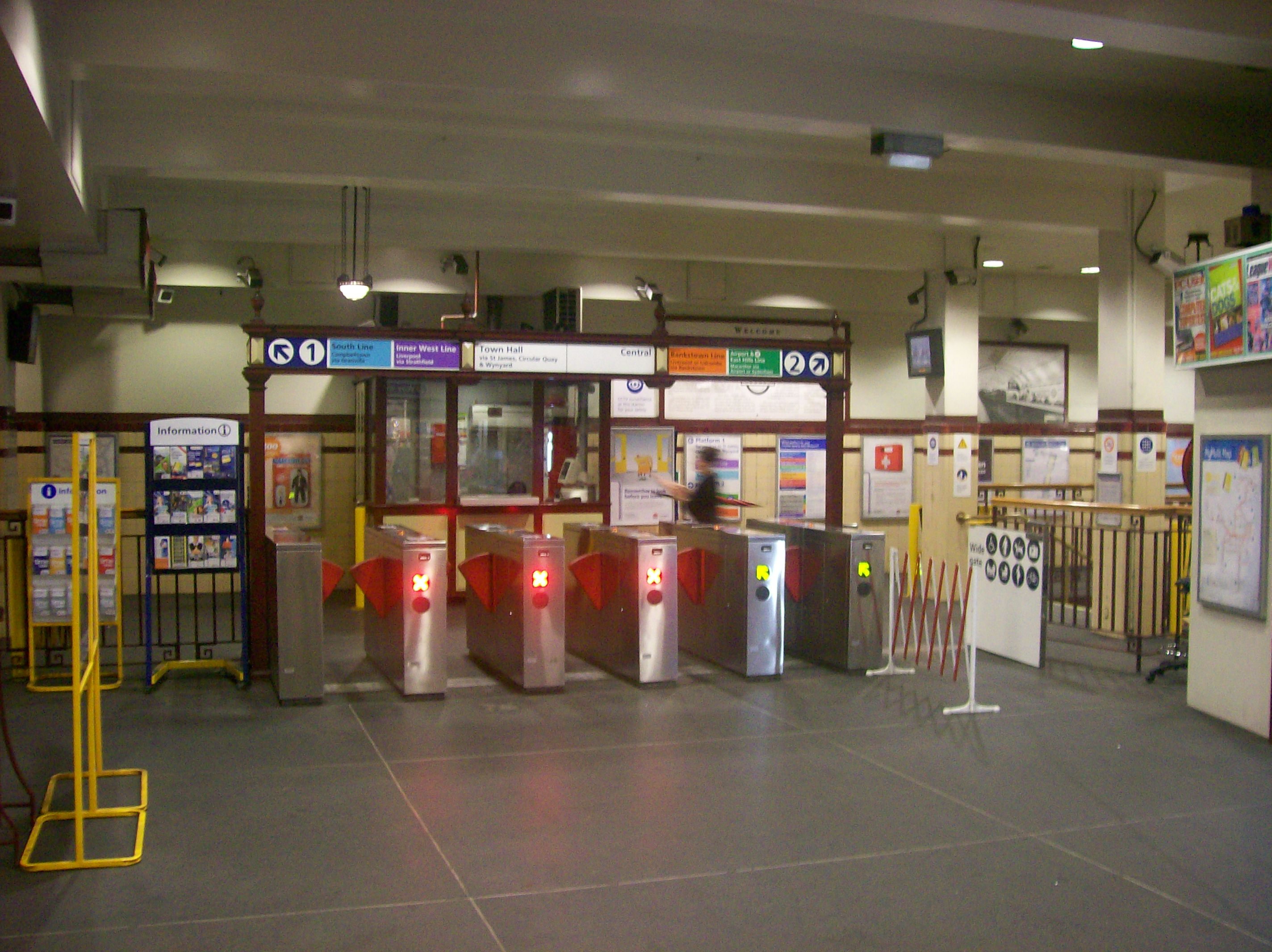
メイン・コンコース。
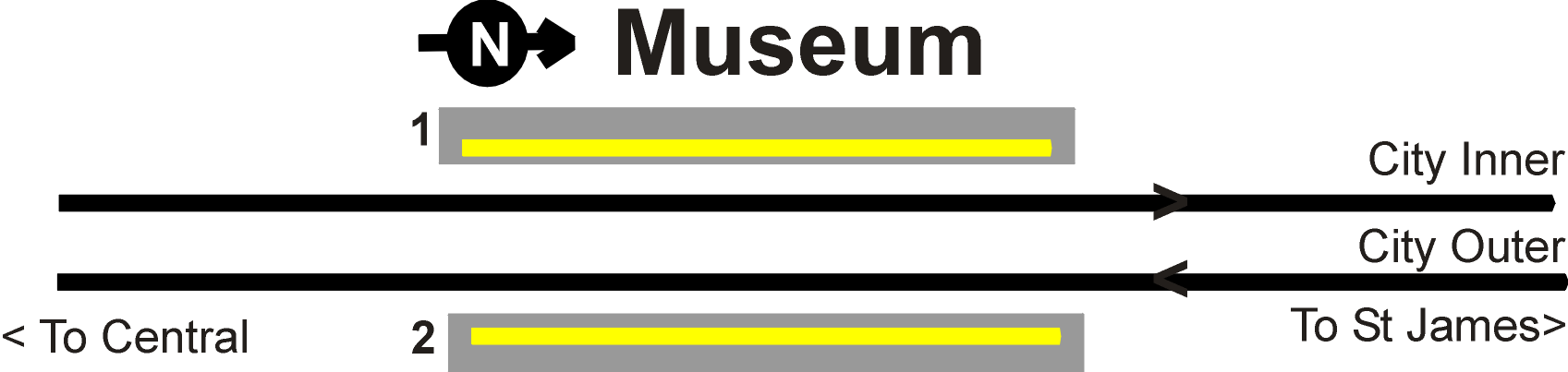
駅構内の線路図。